# Vignes (Yonne)
Vignes korábbi község (település) Franciaországban, Saône-et-Loire megyében. 2019. január 1-jén további 4 korábbi községgel egyesült és azokkal együtt Guillon-Terre-Plaine új község része lett.
Lakosainak száma 80 fő (2018. január 1.). Vignes Santigny, Corsaint, Époisses, Toutry, Guillon és Pisy községekkel határos.

## Népesség
A település népessége az elmúlt években az alábbi módon változott:
| Lakosok száma | 89   | 84   | 85   | 81   | 80   |
|               | 2013 | 2015 | 2016 | 2017 | 2018 |